# Mythunga camara
La mitunga (Mythunga camara) è un rettile volante estinto, appartenente agli pterosauri. Visse alla fine del Cretaceo inferiore (Albiano, circa 105 milioni di anni fa). I suoi resti sono stati ritrovati in Australia (Queensland).

## Descrizione
I soli fossili rinvenuti di questo animale sono costituiti da una grossa porzione del muso (comprendente mascella e mandibola). I denti della mandibola erano piuttosto alti (metà della profondità dell'osso in cui erano infissi) e quelli nella parte posteriore delle fauci erano ben spaziati fra loro. Il muso, apparentemente, era cavo ed era dotato di una complessa struttura ossea interna. Le dimensioni dell'animale non sono note a causa degli scarsi resti fossili, ma in ogni caso le dimensioni delle ossa conosciute fanno supporre un'apertura alare di oltre quattro metri.

## Classificazione
I resti di questo pterosauro sono stati rinvenuti nella formazione Toolebuc presso Hughenden, nel Queensland, e sono stati descritti nel 2008 da Ralph Molnar e R. A. Thulborn. I due studiosi ritengono che Mythunga fosse un rappresentante degli pterodattiloidi, il gruppo più evoluto di pterosauri, ma che fra questi occupasse una posizione basale.